# Christoph Baumann (Filmschaffender)
Christoph Baumann (* 9. August 1976 in Nürnberg) ist ein deutscher Produzent, Regisseur und Schauspieler.

## Leben
Er absolvierte 2000 die Schauspielschule Zerboni in Grünwald und gründete im selben Jahr die CHRFilmproduktion. Er arbeitet seitdem als freischaffender Schauspieler, Regisseur und Produzent im Film-, Fernseh- und Theaterbereich.
Unter anderem übernahm er im Auftrag der bumm film die Regieassistenz für mehrere Folgen der Kindersendung „Tolle Sachen“ und stand für mehr als sechzig Folgen der Comedysendung „Join the Club“ von Tommy Krappweis vor und – als ausführender Produzent verantwortlich für Einspielerproduktion – hinter der Kamera.
2003 spielte er die Hauptrolle in dem Kurzfilm „Linie X“, sowie in den internationalen Kinoproduktionen „The Dark Side of Our Inner Space“ und „24/7 The Passion of Life“ von Roland Reber (Deutschlandpremiere bei den Internationalen Hofer Filmtagen im Oktober 2005). Außerdem hatte er Gastauftritte in den Serien „SOKO 5113“, „Marienhof“, „Tramitz and Friends“ und „Bravo TV“. Seit 2000 realisiert er zahlreiche Werbe- und Imageproduktionen.

## Auszeichnungen
Sein 2008 fertiggestellter Kurzfilm „Tödlicher Zweifel“ mit Sibylle Canonica und Walter Hess in den Hauptrollen wurde mit dem Platinum Remi-Award des „42 WorldFest Houston“ ausgezeichnet. Sein 2011 fertiggestellter Kurzfilm „Amok“ mit Lena Dörrie und Wolfgang Fierek in den Hauptrollen wurde mit dem „Prädikat: Wertvoll“ der Deutschen Film- und Medienbewertung (FBW), dem „Friedrich-Wilhelm-Murnau Kurzfilmpreis 2012“ und dem „Kurzfilmpreis 2011“ der on3 Kinonacht ausgezeichnet und feierte seine Premiere auf den 45. Hofer Filmtagen.
Sein abendfüllender Spielfilm „Der Deserteur“ wurde 2024 fertig gestellt und feierte im Rio Filmpalast in München seine Teampremiere. Er wurde mit dem Best narrative Feature-Award des Berlin Lift-Off Film Festival, dem Audience Favorite Award des BOCA International Film Festivals, dem "Special Jury Award: Best Foreign Feature" des WorldFest Houston und dem Camgaroo Award: Bester Spielfilm ausgezeichnet.